# The Everly Brothers
The Everly Brothers est un duo de chanteurs et guitaristes de rock'n'roll et musique country américains formé de deux frères, Don Everly (Isaac Donald Everly) né le 1er février 1937 à Brownie (Kentucky) et mort le 21 août 2021  à Nashville (Tennessee), et Phil Everly (Philip Jason Everly) né le 19 janvier 1939 à Chicago (Illinois) et mort le 3 janvier 2014  à Burbank (Californie).

## Biographie
Dès 1949, âgés de 12 et 10 ans, les deux frères se distinguent déjà dans l'Everly Family Show, une émission matinale d'une demi-heure, très populaire, sur une station de radio de l'Iowa.
Les Everly Brothers se constituent en duo de chanteurs professionnels en 1955. Ils sont vite remarqués par le guitariste Chet Atkins, qui leur fait signer, en 1956, un premier contrat chez Columbia, conclu par un seul 45 tours, sans succès. Ils signent ensuite un contrat avec la maison de disques Cadence Records, et enregistrent leurs premiers succès : Bye Bye Love (1957, no 2 aux États-Unis), Wake Up Little Suzie (1957), All I Have to Do Is Dream (1958) - deux no 1 - Claudette (1958), Bird Dog et Problems (1958, deux no 2), Take a Message to Mary (1959), ('Til) I Kissed You (1959) et Let It Be Me (1959). Le duo vend 15 millions de disques au cours de ses trois années chez Cadence.

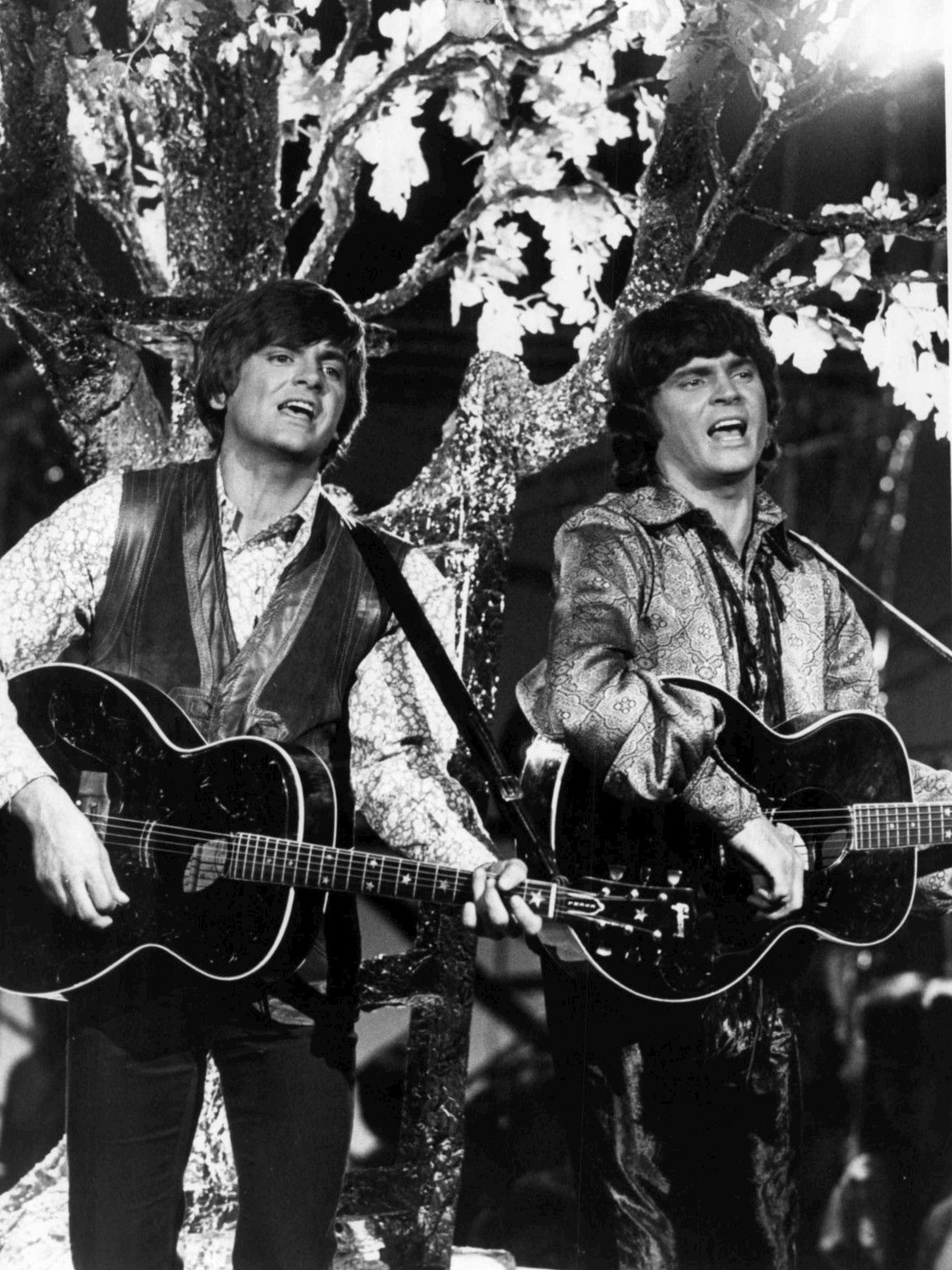
Les Everly Brothers en 1970.

En 1960, les Everly Brothers signent chez Warner. Leur premier disque pour cette maison de disques, Cathy's Clown, devient numéro un au Royaume-Uni, puis aux États-Unis. Ils sortent encore quelques 45 tours à succès : So Sad (To Watch Good Love Go Bad) (1960), Walk Right Back (1961), Crying in the Rain (1961), That's Old Fashioned (1962).
Leur popularité commence à décliner avec l'apparition des groupes anglais. Ils se séparent en 1973, continuant chacun de leur côté une carrière en solo. Ils se retrouvent en 1983 pour un double album en public, enregistré au Royal Albert Hall à Londres. Un nouvel album paraît en 1986, avec le tube On the Wings of a Nightingale, composé par Paul McCartney.
Les Everly Brothers ont apporté un son original au rock et à la musique country, grâce à leurs voix mélodieuses, au ton acidulé. Les Beatles, ainsi que les Beach Boys et les Bee Gees, ont reconnu que le duo américain avait influencé leur technique vocale,. Leurs successeurs naturels aux États-Unis sont Simon and Garfunkel, qui ont d'ailleurs mis Bye Bye Love à leur répertoire.

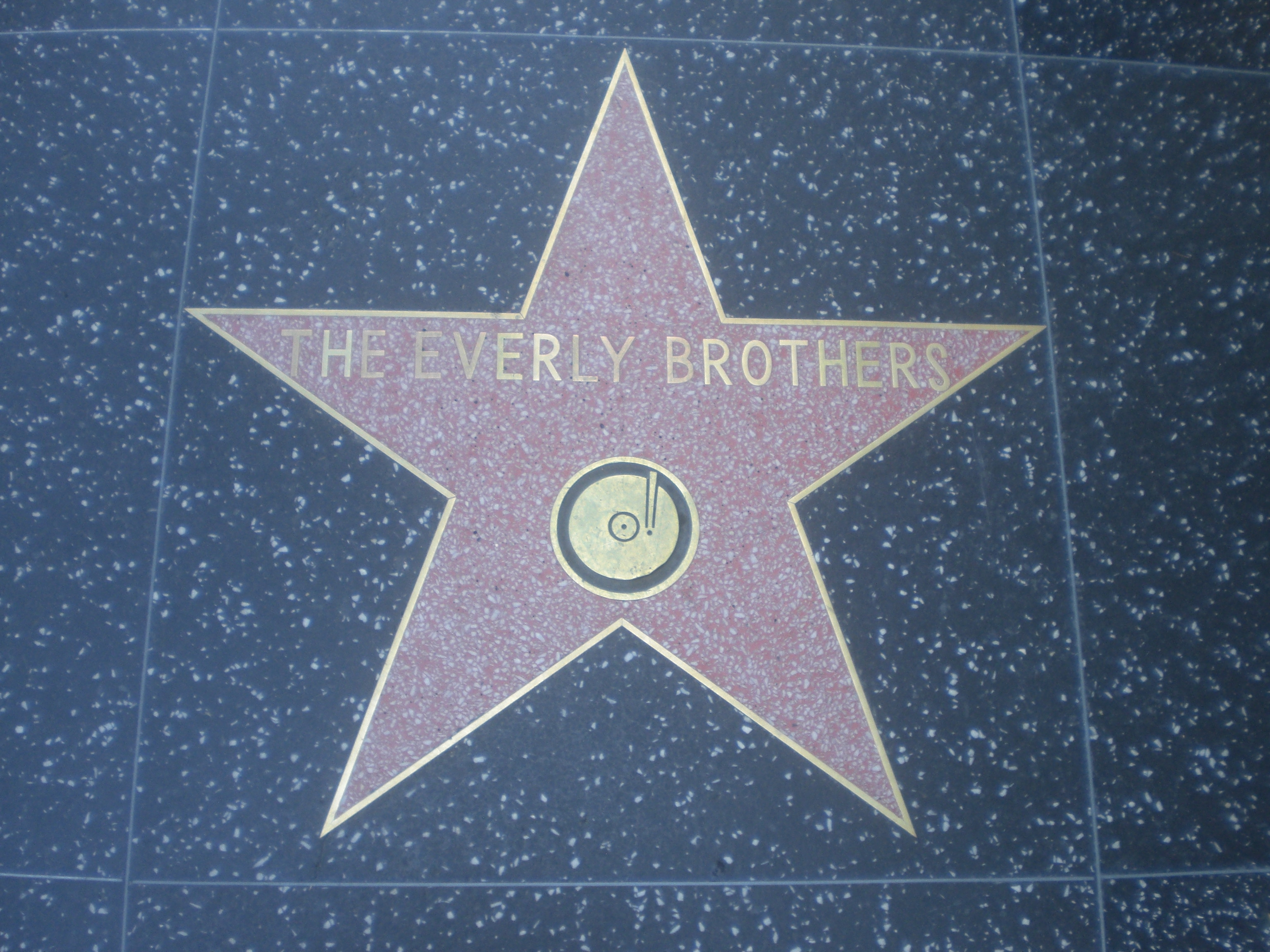
Sur Hollywood Boulevard à Los Angeles.

Phil Everly meurt le 3 janvier 2014 à Burbank (Californie) à l'âge de 74 ans des suites d'une maladie pulmonaire chronique.
Don Everly meurt le 21 août 2021 à Nashville (Tennessee) à l'âge de 84 ans. Il est incinéré.

## Reprises en France
- Johnny Hallyday reprend en 1960 la chanson Cathy’s clown, sous le titre Le p’tit clown de ton cœur.
- Made to Love, chanson tirée de l'album A Date with the Everly Brothers (1960), sera reprise en 1962 et adaptée en français par Claude François sous le titre Belles ! Belles ! Belles !, son premier succès, le disque s'est écoulé à plus d'un million sept-cent mille exemplaires.
- Les Compagnons de la chanson ont repris en 1969 [5] 'Take a message to Mary' sous le titre 'Ne viens pas à Paris' [6].
- Sheila reprend en 1963 la chanson All I have to is dream sous le titre Pendant les vacances[7].
- Richard Anthony reprend en 1962 la chanson Crying in the rain sous le titre J'irai pleurer sous la pluie.

## Discographie

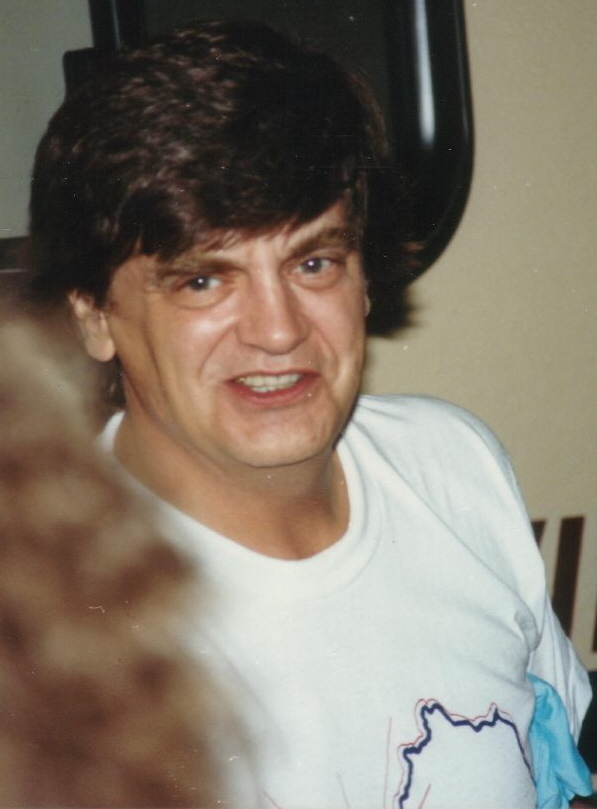
Phil Everly en 2006.

### Albums
- The Everly Brothers (en) (1958)
- Songs Our Daddy Taught Us (1959)
- It's Everly Time (en) (1960)
- A Date with the Everly Brothers (1961)
- Both Sides of an Evening (en) (1961)
- Instant Party! (en) (1962)
- Christmas with the Everly Brothers (en) (1962)
- The Everly Brothers Sing Great Country Hits (en) (1963)
- Gone, Gone, Gone (en) (1964)
- Rock'n Soul (en) (1965)
- Beat & Soul (en) (1965)
- In Our Image (en) (1966)
- Two Yanks in England (en) (1966)
- The Hit Sound of the Everly Brothers (en) (1967)
- The Everly Brothers Sing (en) (1967)
- Roots (1968)
- Stories We Could Tell (en) (1972)
- Pass the Chicken & Listen (en) (1973)
- EB 84 (en) (1984)
- Born Yesterday (en) (1986)
- Some Hearts (en) (1989)

### Compilations
- The Best of The Everly Brothers (en) (1959)
- The Fabulous Style of The Everly Brothers (1960)
- Souvenir Sampler (1961)
- The Everly Brothers' Golden Hits (Warner 1471, 1962)
- Folk Songs of The Everly Brothers (1962 Cadence)
- 15 Everly Hits (1963 Cadence)
- The Very Best of the Everly Brothers (Warner 1554, 1964)
- Wake up Little Susie (Harmony) (1969)
- Chained to a Memory (1970)
- Original Greatest Hits (1970)
- Living Legends (1972)
- Don't Worry Baby (1973)
- The History of The Everly Brothers (1973)
- The Everly Brothers' Greatest Hits (1974)
- Wake Up Again (1974)
- Everlys (1975)
- Greatest Hits Vol. I (1977)
- Greatest Hits Vol. II (1977)
- Greatest Hits Vol. III (en) (1977)
- The New Album (en) (1977)
- The Everly Brothers (1981)
- Everly Brothers 24 Original Classics (1984)
- Home Again (1985)
- All They Had to Do Was Dream (en) (1985)
- Cadence Classics - Their 20 Greatest Hits (1985)
- The Everly Brothers (1988)
- Classic Everly Brothers (1992)
- Walk Right Back on Warner Bros. 1960-1969 (1993)
- Heartaches and Harmonies (en) (1994)
- All-Time Original Hits (1999)
- Stories We Could Tell:The RCA Years (en) (2003)
- Studio Outtakes (2005)
- The Price of Fame (2005)
- Too Good to Be True (en) (2005)
- Give Me A Future (en) (2005)
- Chained to a Memory (2006)
- Country: The Everly Brothers (2012)

### Concerts
- Everly Brothers Show (en) (1970)
- The Everly Brothers Reunion Concert (1983)
- Everly Brothers Live (1996)
- The Everly Brothers Live in Paris 1963 (1997)

## Culture populaire
- Le morceau Crying in the rain apparaît dans la mini-série Allemande ; Cassandra (série télévisée) durant l'épisode 2.